# Abbihal, Athni
Abbihal là một làng thuộc tehsil Athni, huyện Belgaum, bang Karnataka, Ấn Độ.